# 腓特烈施塔特
腓特烈施塔特（德語：Friedrichstadt，發音：[ˈfʁiːdʁɪçˌʃtat] ⓘ）是德国石勒苏益格-荷尔斯泰因州北弗里斯兰县的城市，位于艾德河畔，面积4.02平方千米，2023年12月31日人口为2,544人。